# Finn Cole
Finlay Lewis J. Cole (9. listopadu 1995, Londýn) je anglický herec. Je známý pro svoji roli Michaela Graye v seriálu BBC Gangy z Birminghamu. Hrál také Joshuu "J" Codyho v TNT seriálu Animal Kingdom, ale také mladého Jakoba Toretta ve filmu Rychle a zběsile 9.

## Raný život
Cole vyrostl v Kingstonu v Londýně a je čtvrtým z pěti bratrů. Jako dítě chtěl pracovat na lodích jako jeho otec. Jeho nejstarší bratr, herec Joe Cole, mu pomohl získat konkurz na první hereckou práci. S bratrem si zahrál v seriálu Gangy z Birminghamu.

## Kariéra
V roce 2014 byl obsazen do kriminálního seriálu Gangy z Birminghamu, kde ztvárnil hlavní roli Michaela Graye.
V roce 2015 se Cole objevil jako Eric Birling ve filmové adaptaci BBC One od Helen Edmundsonové Inspektor se vrací. Tentýž rok se také objevil v detektivním dramatickém seriálu Vraždy v Oxfordu.
Od roku 2016 do roku 2022 hrál hlavní roli Joshuy "J" Codyho v americkém dramatickém televizním seriálu Animal Kingdom, který vysílala televize TNT.
Mezi jeho další filmy patří komediální horor Školní nářez (2018), dobový thriller Krajina snů (2019) či drama Mladí a neklidní (2020).
V roce 2020 se Cole objevil jako mladý Jakob Toretto ve filmu Rychle a zběsile 9, dále se objevil jako Jamie v psychologickém thrilleru od Netflixu, Uvězněna ve vlastním těle.

## Filmografie

### Film
| Rok  | Titul                     | Role                  | Poznámky      |
| ---- | ------------------------- | --------------------- | ------------- |
| 2012 | Offender                  | Riot Boy              | vedlejší role |
| 2018 | Školní nářez              | Don Wallace           |               |
| 2019 | Krajina snů               | Eugene Evans          |               |
| 2020 | Mladí a neklidní          | Joseph Kearney        |               |
| 2021 | Rychle a zběsile 9        | Jakob Toretto (mladý) |               |
| 2023 | Uvězněna ve vlastním těle | Jamie                 |               |

### Televize
| Rok       | Titul               | Role            | Poznámky       |
| --------- | ------------------- | --------------- | -------------- |
| 2014–2022 | Gangy z Birminghamu | Michael Gray    | hlavní role    |
| 2015      | Inspektor se vrací  | Eric Birling    | televizní film |
| 2015      | Vraždy v Oxfordu    | Ollie Tedman    | 2 epizody      |
| 2016–2022 | Animal Kingdom      | Joshua "J" Cody | hlavní role    |